# Черкасский, Абрам Маркович
Абра́м Ма́ркович Черка́сский (25 июня 1886, Белая Церковь, Киевская губерния — 30 ноября 1967, Алма-Ата) — советский художник, живописец, преподаватель живописи, профессор, народный художник Казахской ССР (1963).

## Биография

### Украинский период
Родился 25 июня 1886 года в еврейской семье в городе Белая Церковь Васильковского уезда Киевской губернии.
Учился в Киевской рисовальной школе (1901—1909) у Н. И. Мурашко и Н. К. Пимоненко и в Высшем художественном училище при Императорской Академии художеств (1909—1917) у Н. Н. Дубовского, В. Е. Савинского, Я. Ф. Ционглинского.
С 1917 года жил в Виннице, был членом Ассоциации революционного искусства Украины и Ассоциации художников Красной Украины.
В 1926—1937 годах — преподаватель, а с 1935 года — профессор Киевского художественного института. Среди учеников был известный архитектор Иосиф Юльевич Каракис, художники Н. Я. Третьяков (1926—1989), В. В. Кукуйцев (1922—2011), Л. А. Зотикова (1924—2010), В. К. Шкиль (1921). О своей преподавательской деятельности Абрам Маркович отзывался следующим образом: 

Мне совершенно необходимо преподавать, преподавание мне также полезно, как и студентам.
В декабре 1937 года во времена сталинской шпиономании был арестован как польский шпион. В феврале 1938 года осужден Особым совещанием при НКВД СССР на 10 лет заключения в исправительно-трудовом лагере и выслан в Карлаг под Карагандой. В результате титанических усилий жены — Евы Львовны Черкасской, при посредничестве Андрея Януарьевича Вышинского, Абрам Маркович попал под амнистию, освободился из ГУЛАГа в августе 1940 года и вернулся в Киев.

### Алматинский период
С началом Великой Отечественной войны в 1941 году семья Черкасских эвакуировалась в Актюбинск. Из Актюбинска Абрам Маркович был вызван руководителем отдела Управления по делам искусств Совнаркома Казахской ССР Леонидом Павловичем Леонтьевым в Алма-Ату на должность преподавателя Государственного художественного училища. В 1941—1960 годах — профессор в Государственном художественном училище имени Н. В. Гоголя в Алма-Ате. Известные ученики: Айша Галимбаева, Гульфайрус Исмаилова, Сабур Мамбеев и другие.

## Творчество
Абрам Черкасский писал жанровые картины, пейзажи, натюрморты и портреты, в том числе портрет репрессированного еврейского скульптора Исаака Иткинда. Произведения Украинского периода хранятся в  Национальном художественном музее Украины, а Алматинского периода — в Государственном музее искусств Республики Казахстан имени Абылхана Кастеева.

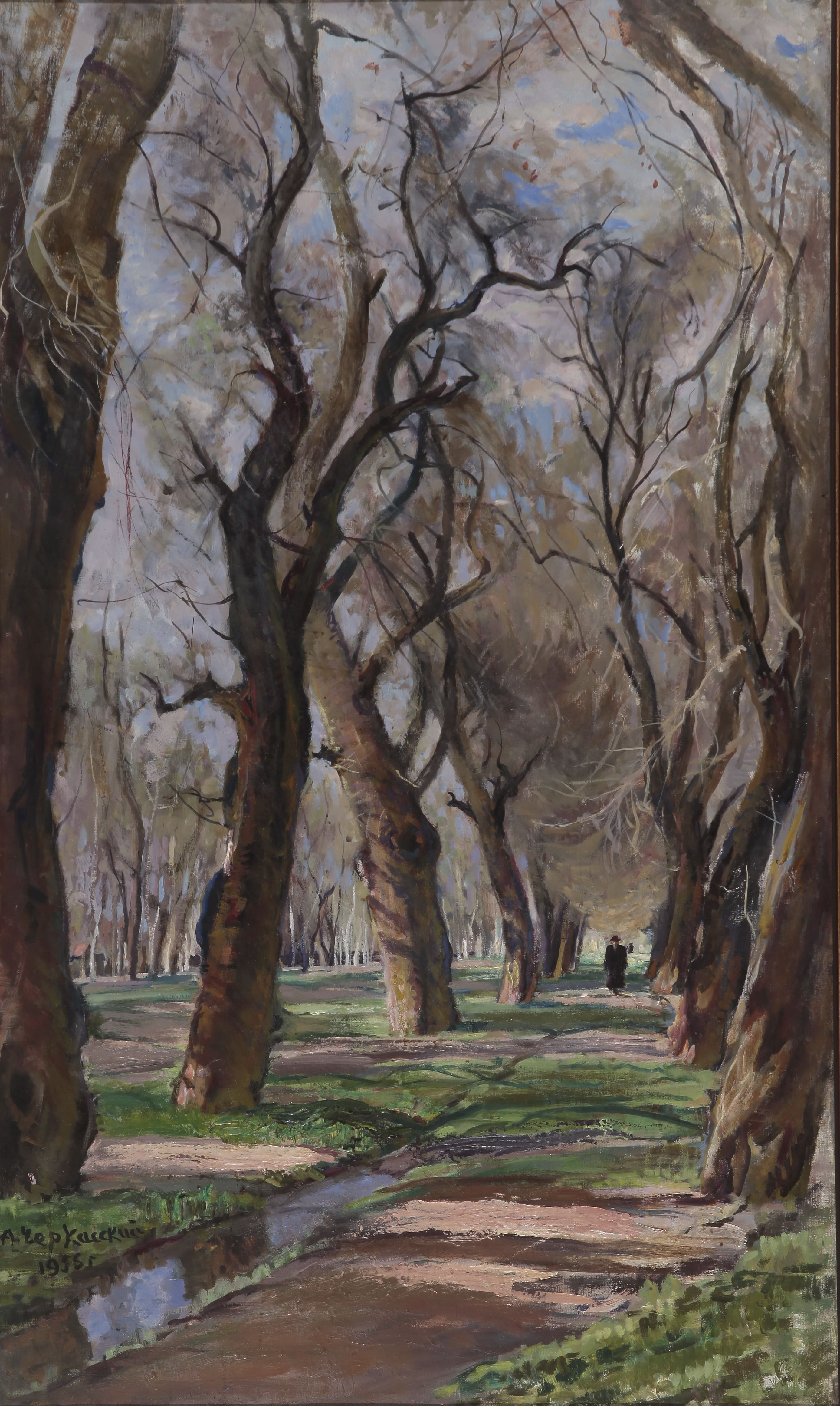
«Аллея карагачей». СССР, КазССР, Алма-Ата, 1955 г. Государственный музей искусств Республики Казахстан имени Абылхана Кастеева.
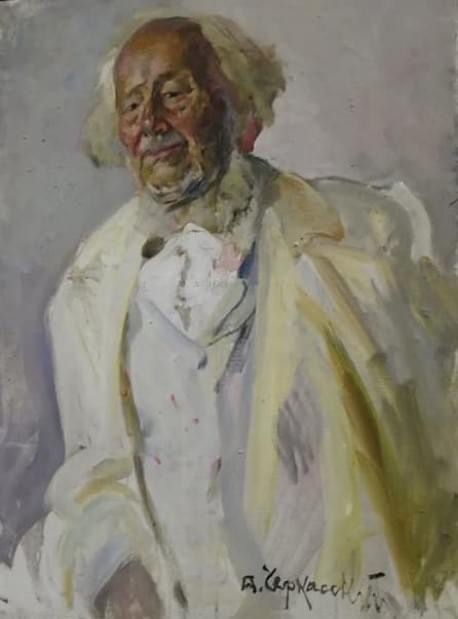
«Портрет Исаака Иткинда». СССР, КазССР, Алма-Ата, 1959 г. Государственный музей искусств Республики Казахстан имени Абылхана Кастеева.

## Смерть
Умер 30 ноября 1967 года, похоронен на Центральном кладбище Алматы.

## Награды и звания
- Орден «Знак Почёта» (03.01.1959).
- Заслуженный деятель искусств Казахской ССР (1956).
- Народный художник Казахской ССР (1963).

## Память
Иосиф Каракис охарактеризовал своего учителя следующим образом — на книге Абрама Черкасского подаренной Иосифу Каракису с дарственной надписью «Дорогому Иосифу Юльевичу и его семье от старого учителя и друга, 3.XI.1966» добавил:
Скромного, талантливого, всем известного художника — моего первого учителя — не забуду до последнего вздоха.Каракис И. Ю.